# Trigonaspis
Trigonaspis is een geslacht van vliesvleugelige insecten van de familie Echte galwespen (Cynipidae).

## Soorten
- T. baetica Nieves Aldrey, 1989
- T. brunneicornis Kieffer, 1901
- T. foersteri Hartig, 1841
- T. megaptera

Niergalwesp (Panzer, 1801)
- T. mendesi Tavares, 1902
- T. synaspis

Kersgalwesp (Hartig, 1841)